# Sophie Souwer
Anna Sarah "Sophie" Souwer, nizozemska veslačica, * 29. junij 1987, Westervoort.
Souwerjeva je bila izjemno uspešna na evropskih in svetovnih prvenstvih, kjer je v dvojnem četvercu in osmercu osvojila eno zlato, pet srebrnih in tri bronaste medalje. Na Poletnih olimpijskih igrah 2016 je z nizozemskim osmecem osvojila šesto mesto.
Skupaj z brati so jo, po smrti matere, vzgajali sorodniki, saj oče ni mogel ustrezno poskrbeti za svoje otroke. Diplomirala je iz obstretike.